# Fort Smith, Northwest Territories

Fort Smith är en stad i South Slave Region i sydligaste Northwest Territories i Kanada. Folkmängden uppgick år 2006 till 2 364 invånare, vilket gör Fort Smith till territoriets fjärde största stad. Majoriteten av invånarna är First Nations och utöver engelska talas språken chipewyan, cree och michif i staden.
Fort Smith innehar temperaturrekordet för Northwest Territories på 39,4 °C, uppmätt den 18 juli 1941.

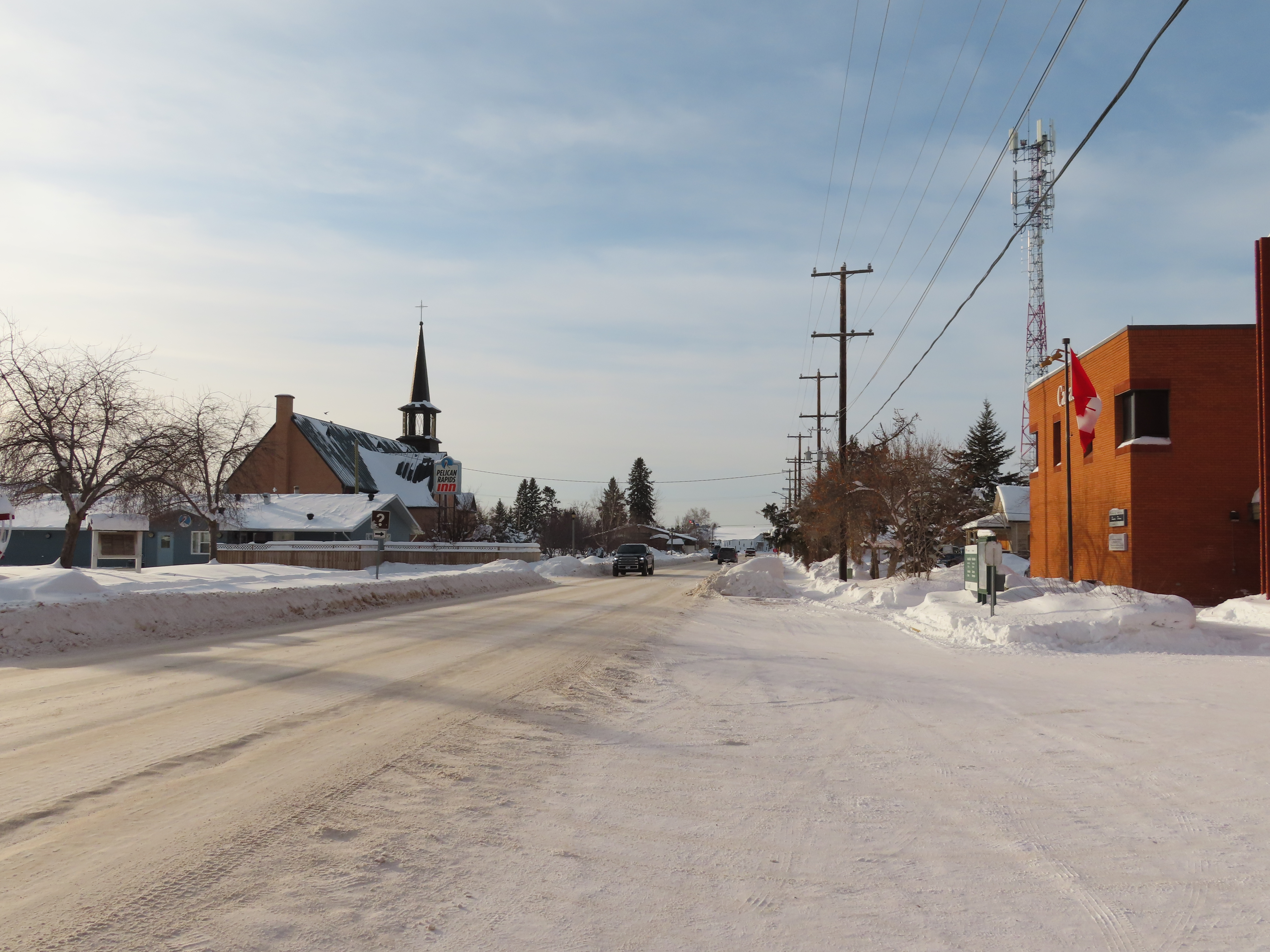
Fort Smith
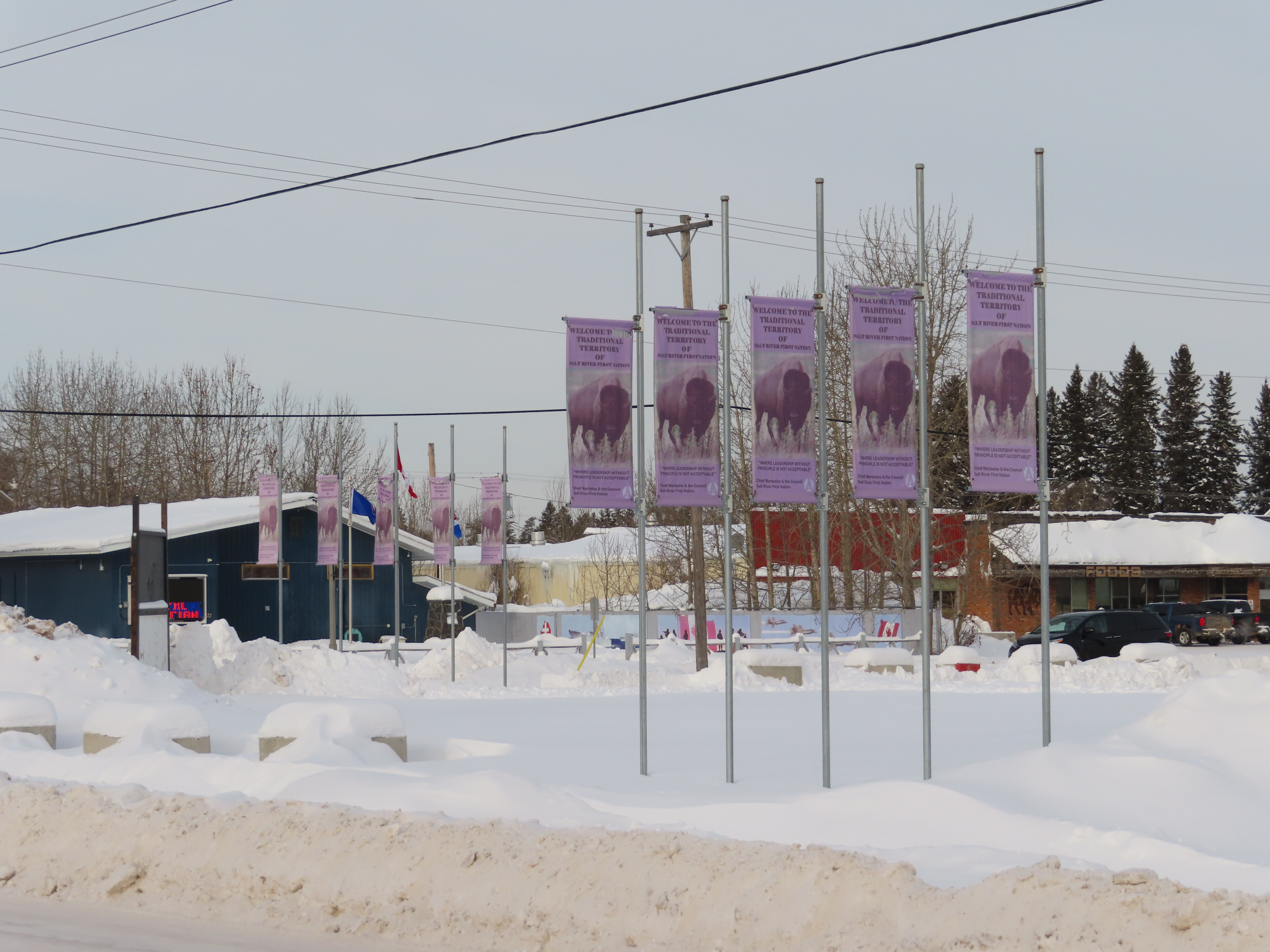
Fort Smith
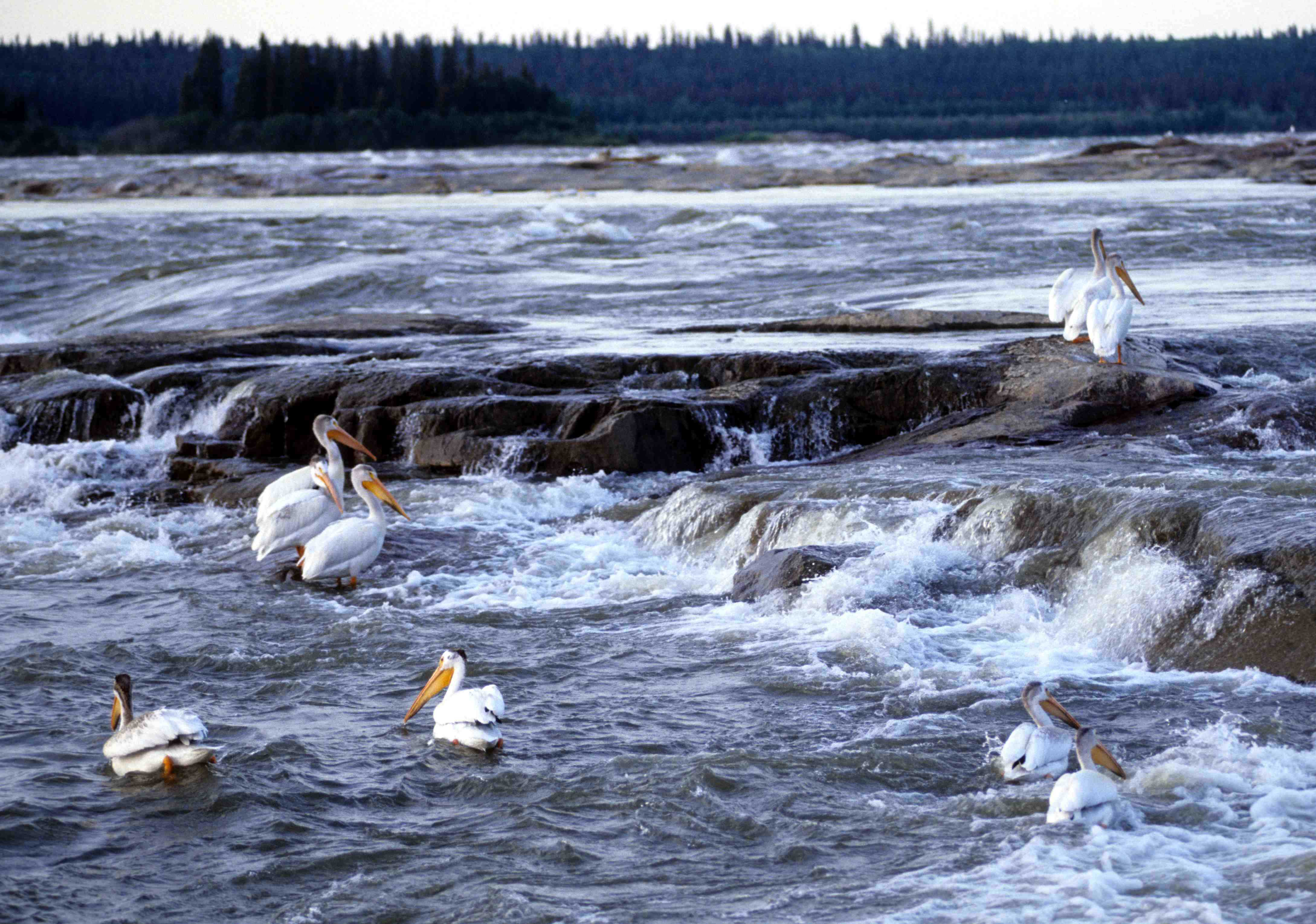
Fort Smith